# Adolphe Duponchel
Pour les articles homonymes, voir Duponchel.
Adolphe Duponchel, né le 17 mai 1821 à Florac et mort le 30 juillet 1903 à Paris 12e, est un ingénieur et géographe français, connu principalement pour avoir soutenu par plusieurs publications le projet d'un chemin de fer transsaharien qui relierait l'Algérie au Niger.

## Biographie
Comme ingénieur des Ponts et chaussées, directeur du service hydraulique du département de l'Hérault, Adolphe Duponchel a réalisé de nombreuses études sur les systèmes de distribution d'eau (Mémoire sur les divers projets qui peuvent être présentés pour alimenter d'eau potable la ville de Cette, 1852, Eaux de Nîmes, 1865, Clarification des eaux de la Durance, 1868…). Il a publié des ouvrages généraux sur l'hydraulique, l'utilisation des alluvions, la lutte contre le phylloxéra par inondation des vignes… Il promeut la création du canal de Gignac à partir de Saint-Guilhem-le-Désert.
Au début des années 1870, il effectue une mission en Algérie, financée par l'administration, pour étudier un projet de chemin de fer trans-saharien vers le Sud reliant le Niger à la Méditerranée, préconisé par Paul Soleillet. La publication en 1878  du compte rendu de ce voyage « déclenche un vaste débat sur l'opportunité d'une jonction par le rail ». Dans cet ouvrage, il estime que la voie à travers le Sahara « est appelée à devenir le prolongement naturel de la grande ligne méridienne de Dunkerque à Marseille, la continuation du P.-L.-M. sur une longueur de 2 500 kilomètres au-delà de la Méditerranée ». Ce sera une inspiration de l'envoi de plusieurs missions au Sahara (Pouyanne, Choisy, Rolland, Flatters) qui lancent l'étude scientifique de cet espace. Il est alors membre de la commission supérieure du trans-saharien.
En 1889, il devient président de la Société languedocienne de géographie (d) , dont il était auparavant responsable de la section de géographie physique. Il s’est également occupé de cosmogonie.

### Décorations
Nommé chevalier de la Légion honneur le 13 août 1864, Adolphe Duponchel a été élevé au rang officier le 19 juillet 1880. Il était également officier de l’Instruction publique.

## Publications partielles
- Traité d’hydraulique et de géologie agricoles, Paris, Eugène Lacroix, 1868, xxvii, 711, 5 pl. 23 cm (OCLC 612586180, lire en ligne).
- Le Chemin de fer de l’Afrique centrale : étude géographique, Paris, A. Pougin, 1877, 44 p., in-8º (OCLC 45102234, lire en ligne sur Gallica).
- Le Chemin de fer trans-saharien. Jonction coloniale entre l’Algérie et le Soudan : études préliminaires du projet et rapport de mission avec cartes générale et géologie, Montpellier, Boehm & Fils, 1878, vii-371, 1 vol. in-8º (OCLC 763805939, lire en ligne sur Gallica).
- Théorie des alluvions artificielles : fertilisation des Landes et réservoirs d’aménagement des eaux de crue dans la région des Pyrénées, Paris, Hachette, 1882, viii-332, 1 vol. in-8º (OCLC 1254783590, lire en ligne sur Gallica).
- Les Taches solaires régies par l’excentricité des mouvements planétaires, Paris, Hachette, 1882, 31 p., tabl. ; in-8º (OCLC 457392255, lire en ligne).
- Les Torrents artificiels : construction d’un barrage de retenue en tête de la vallée de La Bayse : projet-type des ouvrages analogues devant servir à l’ouverture du Canal de Panama, l’aménagement des eaux des Pyrénées, et autres travaux d’utilité publique absolument inexécutables par les procédés usuels de terrassements, Paris, Camut, 1891, vi-90, 26 cm (OCLC 22898501).